# Double R Racing
Double R Racing (dawniej: Räikkönen Robertson Racing) – brytyjski zespół wyścigowy, założony w 2004 przez kierowcę Formuły 1 Kimiego Räikkönena oraz jego menadżera Steve'a Robertsona. Obecnie ekipa startuje w Europejskiej Formule 3 oraz w Brytyjskiej Formule 3, zaś w przeszłości zespół pojawiał się także na starcie w Europejskiej Formule BMW oraz w Formule 3 Euro Series.

## Starty

### Europejska Formuła 3
W sezonie 2012 ekipa startowała z fińską licencją.
| Rok  | Bolid               | Kierowcy            | Wyścigi | Wygrane | PP | NO | Pkt | M.K. | M.Z. |
| ---- | ------------------- | ------------------- | ------- | ------- | -- | -- | --- | ---- | ---- |
| 2012 | Dallara-Mercedes    | Geoff Uhrhane       | 8       | 0       | 0  | 0  | 0   | NS†  |      |
| 2012 | Dallara-Mercedes    | Fahmi Ilyas         | 8       | 0       | 0  | 0  | 0   | NS†  |      |
| 2012 | Dallara-Mugen-Honda | Duvashen Padayachee | 5       | 0       | 0  | 0  | 0   | NS†  |      |
| 2013 | Dallara-Mercedes    | Tatiana Calderón    | 30      | 0       | 0  | 0  | 0   | 32   | 9    |
| 2013 | Dallara-Mercedes    | Antonio Giovinazzi  | 29      | 0       | 0  | 0  | 31  | 17   | 9    |
| 2013 | Dallara-Mercedes    | Sean Gelael         | 30      | 0       | 0  | 0  | 0   | 28   | 9    |
| 2014 | Dallara-Mercedes    | Felipe Guimarães    | 18      | 0       | 0  | 0  | 5   | 22   | 11   |

† – zawodnik nie był zaliczany do klasyfikacji.

### Formuła 3 Euro Series
W Formule 3 Euro Series ekipa startowała z fińską licencją.
| Rok  | Bolid               | Kierowcy            | Wyścigi | Wygrane | PP | NO | Pkt | M.K. | M.Z. |
| ---- | ------------------- | ------------------- | ------- | ------- | -- | -- | --- | ---- | ---- |
| 2012 | Dallara-Mercedes    | Geoff Uhrhane       | 6       | 0       | 0  | 0  | 0   | NS†  | NS†  |
| 2012 | Dallara-Mercedes    | Fahmi Ilyas         | 6       | 0       | 0  | 0  | 0   | NS†  | NS†  |
| 2012 | Dallara-Mugen-Honda | Duvashen Padayachee | 3       | 0       | 0  | 0  | 0   | NS†  | NS†  |

† – zawodnik/zespół nie był zaliczany do klasyfikacji.